# Arne Karlsson (företagsledare)
Sven Arne Karlsson, född 3 april 1958, är en svensk företagsledare. Karlsson var 1999-2012 verkställande direktör för Ratos som är noterat på OMX Stockholmsbörsen, och var från 2012 till 2016 Ratos styrelseordförande. Karlsson har tidigare varit VD på Atle Mergers & Acquisitions 1996-98, Atle 1993-98 och på Hartwig Invest 1988-93. Vidare är Karlsson styrelseledamot i Bonniers, A.P. Møller-Mærsk Group, Camfil och SNS.

## Ratos
Sedan Arne Karlsson rekryterats till Ratos ledde han omvandlingen av bolaget från ett investmentbolag med huvudsaklig inriktning på innehav i börsnoterade bolag till private equity-verksamhet och investeringar i mestadels onoterade bolag. Som ett led i omvandlingen såldes innehav i bolag som Skandia, Scandic och Dahl medan istället Karlssons tidigare arbetsgivare Atle (ett av de bolag som bildades ur löntagarfonderna) förvärvades tillsammans med brittiska 3i. Via Atleförvärvet fick Ratos kontroll över bolag som Haglöfs, Hägglunds Drives och HL Display. Företaget har därefter fortsatt med investeringar i onoterade bolag som Anticimex. Från Karlssons inträde i Ratos fram till sommaren 2010 ökade Ratos värde (inklusive utdelningar) med 1500 procent.  

## Utbildning
Arne Karlsson är civilekonom från Handelshögskolan i Stockholm och har även forskat i redovisning där, bland annat som assistent till Sven-Erik Johansson. Forskningsinriktningen var substansrabatt.